# Đakrông (xã)
Đakrông là một xã thuộc tỉnh Quảng Trị, Việt Nam.
Xã Đakrông có diện tích 108,72 km², dân số năm 1999 là 3.547 người, mật độ dân số đạt 33 người/km².

## Hành chính
Xã Đakrong được chia thành 8 thôn: Khe Ngài, Klu, Xa Lăng, Làng Cát, Pa Tầng, Vùng Kho, Chân Rò, Tà Lêng.

## Lịch sử
Ngày 16 tháng 6 năm 2025, Ủy ban Thường vụ Quốc hội ban hành Nghị quyết số 1680/NQ-UBTVQH15 về việc sắp xếp các đơn vị hành chính cấp xã của tỉnh Quảng Trị năm 2025. Theo đó, sắp xếp toàn bộ diện tích tự nhiên, quy mô dân số của xã Ba Nang, xã Tà Long, xã Đakrông thành xã mới có tên gọi là xã Đakrông.